# Carl Ritter
Carl Ritter (7. srpna 1779, Quedlinburg – 28. září 1859, Berlín) byl německý geograf považovaný společně s Alexandrem von Humboldtem za jednoho ze zakladatelů moderní geografie. Od roku 1820 až do své smrti byl prvním profesorem geografie na univerzitě v Berlíně.

## Život
Narodil se v Quedlinburgu jako jedno ze šesti dětí v rodině uznávaného lékaře. Jeho otec zemřel, když mu byly dva roky. Ve věku pěti let začal navštěvovat školu, která byla zaměřena na studium přírody (Salzmannova škola v Schnepfenthalu) a byla ovlivněna díly Jean-Jacques Rousseaua o výchově dětí. Tato zkušenost ho ovlivnila na celý život, protože se stále zajímal o nové způsoby vyučování, včetně postupů Johanna Pestalozziho. Většina jeho prací byla založená na třech Pestalozziho stádiích vyučování, a to: sběr materiálu, porovnávání materiálu a založení všeobecného systému.
Po skončení studií byl představen Bethmannu Hollwegovi, bankéři z Frankfurtu. Dohodli se, že bude vyučovat jeho děti a zároveň bude navštěvovat univerzitu v Halle na Hollwegovy útraty. Vyučovat začal v roce 1798 a pokračoval 15 let. V letech 1814–1819, která strávil v Göttingenu, aby ještě dohlédl na své žáky, začal studovat výlučně geografii. Zde se také ucházel o Lilli Kramerovou z Duderstadtu, kterou si později vzal za ženu a v Göttingenu také vydal první dva svazky svého díla Allgemeine Erdkunde (Obecný zeměpis).
Roku 1819 se stal profesorem historie ve Frankfurtu a v roce 1820 získal místo na Univerzitě v Berlíně. V roce 1821 zde získal doktorát a v roce 1825 byl jmenován mimořádným profesorem. Vyučoval i na vojenské akademii. Velmi se zaujímal o africké objevy a udržoval kontakty s britskými odbornými a vědeckými kruhy jako byla britská Královská geografická společnost. Byl jedním z učitelů badatele Heinricha Bartha, který procestoval severní a západní Afriku z pověření Britské vlády, která chtěla sjednat dohody, jež by zabránily transsaharskému obchodu s otroky. Sám Carl Ritter byl velký odpůrce otrokářství a rasismu.
V roce 1822 byl zvolen do Pruské akademie věd, v roce 1824 se stal korespondujícím členem Pařížské asijské společnosti. V roce 1828 založil Berlínskou geografickou společnost. V roce 1856 byl jmenován ředitelem Pruského královského kartografického institutu. Zemřel v Berlíně 1859.

## Díla
Jeho mistrovské dílo, Věda o Zemi ve vztahu k přírodě a dějinám lidstva, vydané v 19 svazcích v letech 1817-1859, podrobně rozvinulo téma vlivu okolí na lidskou aktivitu. Přes veliký rozsah zůstalo nedokončeno a obsáhlo jen Asii a Afriku.
Na geografii měl pozoruhodný vliv, protože přinesl novou koncepci jejího předmětu. Podle jeho názoru
"geografie je druh fyziologie a srovnávací anatomie Země. Louky, hory, ledovce atd. – to jsou rozličné orgány, každý se svými vlastními funkcemi. Protože jejich fyzický rámec je základem pro člověka, jsou určující pro jeho život, a struktura každé země je vedoucím elementem v historickém vývoji národa."
"Země je vesmírné individuum s vlastní organizací a postupným vývojem. Úlohou geografie je zkoumat tuto individualitu Země."
Jeho díla také ovlivnila politické teorie. Jeho organická koncepce státu se dala zneužít ke zdůvodnění snah o rozšiřování "Lebensraumu" (životního prostoru), na účet existence jiného národa, protože expanze se chápala jako biologická nezbytnost pro růst státu. Z jeho myšlenek vytvořil expanzivní ideologii německý geostratég Friedrich Ratzel.